# Neuropeltis incompta
Neuropeltis incompta är en vindeväxtart som beskrevs av Peter Good. Neuropeltis incompta ingår i släktet Neuropeltis och familjen vindeväxter. Inga underarter finns listade i Catalogue of Life.